# Trận Abukir (1799)
Trận Abukir (hoặc Aboukir hoặc Abu Qir) là trận chiến trong đó Napoleon Bonaparte đánh bại quân đội Ottoman của Seid Mustafa Pasha vào ngày 25 tháng 7 năm 1799, trong chiến dịch của Pháp ở Ai Cập. Đây được coi là trận chiến đầu tiên với tên này, vì đã có một trận hải chiến vào ngày 1 tháng 8 năm 1798 (một trận chiến thứ hai diễn ra vào ngày 8 tháng 3 năm 1801). Không lâu sau, các lực lượng Pháp trở về từ một chiến dịch đến Syria, hơn là các lực lượng Ottoman đã được chuyển đến Ai Cập bởi hạm đội Anh của Sidney Smith để chấm dứt sự cai trị của Pháp ở Ai Cập.
Seid Mustafa Pasha là một chỉ huy giàu kinh nghiệm, người đã chiến đấu chống lại người Nga. Ông biết rằng các đội kỵ binh chống lại các quảng trường Pháp là vô ích. Vì vậy, anh ta tìm cách tránh chúng bằng cách củng cố bãi biển của mình bằng hai tuyến phòng thủ. Từ bãi biển Mustafa này có thể thực hiện cuộc xâm lược Ai Cập. Tuy nhiên, Napoleon ngay lập tức nhìn thấy lỗ hổng trong chiến thuật vì điều đó có nghĩa là người Thổ Nhĩ Kỳ không có nơi nào để chạy nếu bị đánh lạc hướng.
Người Pháp đã tấn công các vị trí của Ottoman và nhanh chóng phá vỡ tuyến phòng thủ đầu tiên trước khi nó hoàn thành. Tuy nhiên, dòng thứ hai tỏ ra khó khăn hơn để đánh bại và người Pháp đã rút lui một thời gian. Lúc này, tướng kỵ binh Murat đã nhìn thấy cơ hội của mình và tấn công bằng kỵ binh của mình, nhanh chóng định tuyến cho quân Thổ lộ.
Sự tấn công của Murat quá nhanh đến nỗi anh ta xông vào lều của Mustafa và bắt giữ chỉ huy Thổ Nhĩ Kỳ, cắt đứt hai ngón tay của Turk bằng thanh kiếm của mình. Đổi lại, Mustafa bắn Murat vào hàm. Ngay lập tức, Murat được phẫu thuật và tiếp tục nhiệm vụ vào ngày hôm sau.
Quân đội Thổ Nhĩ Kỳ bỏ chạy trong hoảng loạn. Một số Ottoman bị chết đuối cố gắng bơi đến các tàu chiến Anh hai dặm từ bờ, trong khi những người khác trốn sang Abukir lâu đài, nhưng họ đã đầu hàng ngay sau đó. Người Thổ Nhĩ Kỳ chịu tổn thất khoảng 8.000 và người Pháp chỉ có 1.000 người. Tin tức về chiến thắng đã đến với Pháp trước khi Napoleon đến vào tháng 10 và điều này khiến ông trở nên nổi tiếng hơn, một tài sản quan trọng khi xem xét các rắc rối trong danh bạ Pháp. Trận chiến này tạm thời bảo đảm sự kiểm soát của Pháp đối với Ai Cập.